# Luzia (Aracaju)
Luzia é um bairro da zona sul de Aracaju. Limita-se ao norte com o Suíssa, a leste com o Grageru, ao sul com o Inácio Barbosa e a oeste com o Ponto Novo e a Jabotiana. O Luzia é um bairro predominantemente residencial, sendo o Médici seu principal conjunto habitacional.
É sede da Paróquia de Santa Luzia, padroeira do bairro.

## Formação, ocupação e urbanização
Segundo pesquisadores, por volta de 1870 havia vários sítios na localidade sendo que um dos maiores era denominado de Padre Soares. O proprietário passou a loteá-lo por volta de 1900 para migrantes recém chegados à nova capital e deu-se o primeiro povoamento de uma área cercadas por dunas e brejos que fora batizada de Povoado Santa Luzia.
O acesso à localidade era difícil. Dois caminhos ligavam o pequeno núcleo, um em direção ao bairro Atalaia, a Estrada da Luzia e um outro em direção ao São José, o Beco do Punhal, atual Avenida Padre Nestor Sampaio. Fiéis que tinham grandes dificuldades para se deslocar às paróquias centrais ergueram uma capela por volta de 1930 em louvor à Santa Luzia.
Esta situação de isolamento permaneceu por três décadas. A partir do final da década de 1960 são abertas novas vias de acesso à zona sul, principalmente após a implantação do Distrito Industrial de Aracaju a exemplo da Avenida Hermes Fontes e da Avenida Contorno Sul, atual Avenida [Tancredo Neves]].  A melhoria nas comunicações vem acompanhada do surgimento de conjuntos habitacionais como o Presidente Médici I, II, III e IV, Montal, Conol, Alvorada, dos Motoristas e Novo Horizonte, além de loteamentos como o Gravatá e o Jardim Baiano. A maior parte dos moradores desses novos núcleos residenciais eram funcionários públicos do Governo do Estado de Sergipe, PETROBRÁS e Polícia Rodoviária Federal. Paraleleamente, surgem núcleos de baixa renda e abaixo da linha da pobreza ao longo de antigos riachos posteriormente canalizados.
A partir da década de 1990 o Luzia passa a se valorizar, especialmente após a construção do shopping Jardins no vizinho bairro de mesmo nome. Desde então diversos empreendimentos imobiliários de classe média e média-alta vem sendo erguidos nas redondezas, um desses exemplos é a Alameda das Árvores, um conjunto de torres de alto padrão entre a Avenida Nova Saneamento e Avenida Hermes Fontes.

## Problemas
Grandes contrastes sócio-espaciais são verificados no Luzia, em raios de menos de 300m pode-se encontrar condomínios de alta classe, residências típicas de classe média, conjuntos habitacionais populares e invasões. 

## Transporte público
Devido à proximidade com o Terminal do Distrito Industrial de Aracaju (D.I.A.), é servido por diversas linhas que o ligam a praticamente toda a capital sergipana e alguns bairros da região metropolitana.

## Principais logradouros
- Avenida Padre Nestor Sampaio
- Rua Oliveira Barros
- Estrada da Luzia
- Avenida Dr. Francisco Moreira
- Avenida Hermes Fontes
- Avenida Tancredo Neves
- Avenida Gonçalo Rollemberg Leite (antiga Avenida Nova Saneamento)